# برايان ماكنامارا
برايان ماكنامارا (بالإنجليزية: Brian McNamara)‏ هو منتج ومخرج وممثل أمريكي، ولد في 21 نوفمبر 1960 بلونغ آيلند في الولايات المتحدة. بدأ مشواره المهني سنة 1984.

## أعمال

### أفلام
- (1986) شورت سيركت[2]
- (2007) أنا أعرف من قتلني[3]

### مسلسلات
- جاغ
- التحقيق في موقع الجريمة
- ميامي
- كاسل
- هاواي فايف أو

## وصلات خارجية
- برايان ماكنامارا على موقع IMDb (الإنجليزية)
- برايان ماكنامارا على موقع ألو سيني (الفرنسية)
- برايان ماكنامارا على موقع أول موفي (الإنجليزية)
- برايان ماكنامارا على موقع قاعدة بيانات الأفلام السويدية (السويدية)
- برايان ماكنامارا على موقع إن إن دي بي (الإنجليزية)
- برايان ماكنامارا على موقع قاعدة بيانات الفيلم (الإنجليزية)
- برايان ماكنامارا على موقع كينوبويسك (الروسية)